# Athletic Club 2008-2009
La pagina racchiude la rosa dell'Athletic Club nella stagione 2008-09

## Rosa
| N. |                   | Ruolo | Calciatore          |
| -- | ----------------- | ----- | ------------------- |
| 1  | Spagna (bandiera) | P     | Gorka Iraizoz       |
| 2  | Spagna (bandiera) | C     | Gaizka Toquero      |
| 3  | Spagna (bandiera) | D     | Koikili             |
| 4  | Spagna (bandiera) | D     | Ustaritz            |
| 5  | Spagna (bandiera) | D     | Fernando Amorebieta |
| 6  | Spagna (bandiera) | C     | Joseba del Olmo     |
| 7  | Spagna (bandiera) | C     | David López         |
| 8  | Spagna (bandiera) | C     | Joseba Garmendia    |
| 9  | Spagna (bandiera) | A     | Fernando Llorente   |
| 10 | Spagna (bandiera) | C     | Francisco Yeste     |
| 11 | Spagna (bandiera) | C     | Igor Gabilondo      |
| 12 | Spagna (bandiera) | A     | Iñigo Vélez         |
| 13 | Spagna (bandiera) | P     | Armando             |
| 14 | Spagna (bandiera) | C     | Markel Susaeta      |
| 15 | Spagna (bandiera) | D     | Andoni Iraola       |
| 16 | Spagna (bandiera) | C     | Pablo Orbaiz        |

| N. |                   | Ruolo | Calciatore        |
| -- | ----------------- | ----- | ----------------- |
| 17 | Spagna (bandiera) | A     | Joseba Etxeberria |
| 18 | Spagna (bandiera) | C     | Carlos Gurpegi    |
| 19 | Spagna (bandiera) | D     | Ander Murillo     |
| 20 | Spagna (bandiera) | D     | Aitor Ocio        |
| 21 | Spagna (bandiera) | A     | Ion Vélez         |
| 22 | Spagna (bandiera) | C     | Iñaki Muñoz       |
| 23 | Spagna (bandiera) | D     | Javier Casas      |
| 24 | Spagna (bandiera) | C     | Javi Martínez     |
| 26 | Spagna (bandiera) | C     | Ander Iturraspe   |
| 29 | Spagna (bandiera) | D     | Xabier Etxeita    |
| 33 | Spagna (bandiera) | D     | Eneko Bóveda      |
| 41 | Spagna (bandiera) | C     | Adrien Goñi       |
| 42 | Spagna (bandiera) | C     | Mikel Balenziaga  |
| 47 | Spagna (bandiera) | D     | Xabier Etxebarria |

### Staff tecnico
- Allenatore:  Joaquín Caparrós

Come da politica societaria la squadra è composta interamente da giocatori nati in una delle sette province di Euskal Herria o cresciuti calcisticamente nel vivaio di società basche.

### Statistiche
- 36: Iraizoz
- 34: Llorente, Susaeta
- 33: Iraola
- 32: J.Martínez
- 30: Orbaiz
- 29: Amorebieta, David López
- 28: Yeste, Aitor Ocio, Ion Vélez
- 24: Balenziaga
- 22: Etxeberria
- 20: Toquero
- 19: Gurpegi
- 18: Koikili
- 17: Gabilondo
- 14: Etxeita
- 11: Ustaritz, Garmendia
- 10: Del Olmo
- 5: Muñoz
- 4: Iñigo, Iturraspe
- 2: Armando, Murillo, Casas, Bóveda
- 1: Goñi, Etxebarria

- 14: Llorente
- 6: Iraola
- 5: J.Martínez
- 3: David López, Yeste, Ion Vélez
- 2: Gabilondo, Etxeberria
- 1: Toquero, Koikili, Del Olmo, Garmendia, Susaeta, Orbaiz, Aitor Ocio, Etxeita

## Vittorie e piazzamenti
- Primera División: seppur con prestazioni altalenanti, la squadra si mantiene stabilmente nella parte centrale della classifica, concludendo il campionato al 13º posto.
- Copa del Rey: finalista. I baschi nel loro cammino nella coppa nazionale affrontano ed eliminano nei sedicesimi di finale il Recreativo Huelva (2-0 ed 1-2 il doppio risultato), negli ottavi l'Osasuna (1-1 e 2-0), nei quarti lo Sporting Gijón (0-0 e 2-1) ed in semifinale il Siviglia (1-2 e 3-0). Perde tuttavia la finale contro il Barcelona per 1-4, riuscendo comunque a qualificarsi per l'UEFA Europa League 2009-2010 in virtù del fatto che i catalani hanno già guadagnato l'accesso alla UEFA Champions League 2009-2010.